# Omicidio di George Floyd
L'omicidio di George Floyd si verificò il 25 maggio 2020 nella città di Minneapolis, in Minnesota. Il suo decesso fu registrato all'Hennepin County Medical Center, l'ospedale dove fu portato dopo aver perso conoscenza. La morte seguì al suo arresto da parte di quattro agenti di polizia intervenuti in seguito alla chiamata di un negoziante correlata ad un'overdose di Fentanyl.
Il filmato dell'arresto, in cui l'agente di polizia Derek Chauvin tiene immobilizzato Floyd premendogli per nove minuti il ginocchio sul collo, ebbe vasta diffusione nei media internazionali e portò a molte manifestazioni di protesta contro l'abuso di potere da parte della polizia, accusata anche di comportamenti razzisti.
Derek Chauvin è stato condannato a 22 anni e mezzo di carcere per omicidio colposo. Il giudice, considerate le aggravanti, ha inflitto una pena doppia di quella prevista dalla legge.
I tre agenti che non hanno difeso Floyd dagli abusi di Chauvin e ignorato gli appelli dei passanti sono stati tutti e tre condannati per violazione dei diritti civili, a seguito di un procedimento federale e stanno affrontando il processo per aver aiutato e favorito l'omicidio di Floyd, per negligenza e per omicidio colposo.

## Storia
La sera di lunedì 25 maggio 2020, George Perry Floyd acquistò un pacchetto di sigarette a Cup Foods, un negozio all'incrocio tra la 38ª strada e Chicago Avenue a Minneapolis in Minnesota. Un impiegato del negozio, convinto che la banconota da 20 dollari usata da Floyd fosse contraffatta, poco prima delle 20:00, lo raggiunse insieme a un collega fuori dal negozio, mentre Floyd era già al posto di guida su un SUV insieme ad altre due persone, chiedendogli quindi di restituire le sigarette ma senza successo. Il dialogo è stato filmato dalla videocamera di sicurezza. Alle 20:01 un impiegato del negozio chiamò il 911.
Alle 20:08 due agenti del dipartimento di polizia di Minneapolis (MPD), Thomas K. Lane e J. Alexander Kueng, arrivarono ed entrarono nel negozio. Circa un minuto dopo si diressero verso il SUV di Floyd, ancora dall'altra parte della strada, e qui Lane intimò a Floyd di mettere le mani sul volante puntandogli la pistola. Nel frattempo il guidatore di un altro SUV, parcheggiato dietro a quello di Floyd, iniziò a registrare l'accaduto.
Dopo una breve colluttazione Floyd fu estratto dal veicolo e arrestato per aver utilizzato valuta contraffatta. Intorno alle 20:14, cadde a terra accanto all'auto della polizia e rimesso in piedi dai due agenti, secondo i pubblici ministeri, li informò di essere claustrofobico e di avere problemi a respirare. Giunsero poi altre due volanti della polizia, in seguito a una richiesta di assistenza partita dagli stessi agenti, e restarono sul posto gli ufficiali Derek Michael Chauvin e Tou Thao.
Intorno alle 20:18 i filmati di sicurezza del negozio mostrano Kueng alle prese con Floyd per almeno un minuto sul sedile posteriore del conducente mentre Thao osserva la scena. Una denuncia penale presentata contro Chauvin sostiene che Floyd si rifiutò di entrare in macchina, anche dopo che gli ufficiali lo spostarono dal lato del guidatore al lato del passeggero.
Alle 20:19, in piedi sul lato del passeggero del veicolo, Chauvin trascinò Floyd attraverso il sedile posteriore, dal lato del conducente al lato del passeggero e, quindi, fuori dalla macchina, facendo cadere Floyd a terra, dove rimase steso sul marciapiede, a faccia in giù, sempre con le manette.
Floyd smise di muoversi verso le 20:20, anche se era ancora cosciente.

Altri testimoni iniziarono a filmare l'incontro e questi video vennero diffusi su Internet. Alle 20:20, un altro testimone, dalla stazione di servizio di Speedway LLC, attraverso l'incrocio riprese un video dove Floyd era a faccia in giù sul marciapiede con il ginocchio di Chauvin sul collo e con Kueng che esercitava una pressione sul busto e Lane sulle gambe mentre Thao rimaneva nelle vicinanze. Si sente Floyd ripetere più volte «I can't breathe» («Non respiro») e «Please» («Vi prego»). Il testimone smise di riprendere quando Lane sembrò che gli dicesse di andarsene. Alle 20:20, una seconda persona, in piedi vicino all'ingresso del negozio, iniziò a riprendere Floyd immobilizzato dal ginocchio di Chauvin e lo diffuse in streaming su Facebook.

Memoriale nel luogo della morte di George Floyd

Verso le 20:22, gli agenti richiesero l'intervento di un'ambulanza, chiedendo inizialmente un "codice due" non di emergenza prima di inoltrare l'urgenza a un "codice tre" di emergenza. Chauvin continuava a tenere Floyd bloccato. Qualcuno chiese a Floyd: «What do you want?» («Cosa vuoi?»), Floyd rispose: «Please, the knee in my neck, I can't breathe, sir» («La prego, il ginocchio al collo, non respiro»).
Alle 20:25, Floyd apparve privo di coscienza e i passanti chiesero ai poliziotti di verificare le condizioni di Floyd, esortandoli a controllare il polso.
Chauvin trattenne Floyd per 8 minuti e 46 secondi, sollevando il ginocchio dal collo di George solo dopo la richiesta dei paramedici, nonostante Floyd avesse perso coscienza già da 3 minuti. All'arrivo dei paramedici, Floyd venne successivamente condotto all'Hennepin County Medical Center, dove venne dichiarato morto alle 21:25.

## Persone coinvolte

### George Perry Floyd
George Perry Floyd era un uomo afroamericano di 46 anni. Nato a Fayetteville, in Carolina del Nord, e cresciuto a Houston, Texas, ha frequentato la Yates High School diplomandosi nel 1993. Era un rapper amatoriale e freestyler associato al gruppo hip hop di Houston "Screwed Up Click", e apparve sotto lo pseudonimo di "Big Floyd" su un mixtape pubblicato da DJ Screw. Nel 2007 Floyd era stato arrestato per rapina a mano armata aggravata e condannato nel 2009 a cinque anni di prigione. Floyd si trasferì nel Minnesota intorno al 2014. Ha vissuto a St. Louis Park e ha lavorato nella vicina Minneapolis come guardia di sicurezza di un ristorante per cinque anni. Al momento della sua morte, Floyd aveva recentemente perso il lavoro a causa dell'ordine di residenza del Minnesota durante la pandemia di COVID-19. Floyd era il padre di due figli, Quincy Mason Floyd di 22 anni e Gianna Floyd di 6 anni, che erano rimasti a Houston. Si è anche scoperto che al momento del decesso risultava positivo alla COVID-19, ma questo, secondo l'autopsia, non ha influenzato le cause della morte.

### Poliziotti
- Derek Michael Chauvin, un uomo di 44 anni, ufficiale del dipartimento di polizia di Minneapolis (dal 2001 al 2020).[24] Chauvin, durante la sua carriera, ha partecipato a tre sparatorie con la polizia, causando una vittima. Secondo l'ex proprietario del club Maya Santamaria, Floyd e Chauvin lavoravano entrambi come guardie di sicurezza e avevano turni sovrapposti nella discoteca latina El Nuevo Rodeo. La proprietaria ha dichiarato che Chauvin aveva lavorato lì per 17 anni, nel corso dei quali spesso lei e Chauvin avevano avuto discussioni riguardanti il modo violento e irascibile di quest'ultimo nel trattare i clienti; Floyd invece aveva lavorato lì per circa una dozzina di eventi, affermando però che non era chiaro se i due si conoscessero e che anzi lei crede di no.[25][26]
- Tou Thao ha frequentato l'accademia di polizia nel 2009 ed è stato assunto a tempo pieno nel 2012, dopo un periodo di inattività di due anni.[27] Nel 2017 Thao era stato imputato in una causa per abuso di potere, risolta poi in via stragiudiziale per 25 000 dollari.[24]
- Gli altri due agenti presenti erano Thomas Lane e J. Alexander Kueng.[28]

## Proteste e rivolte successive

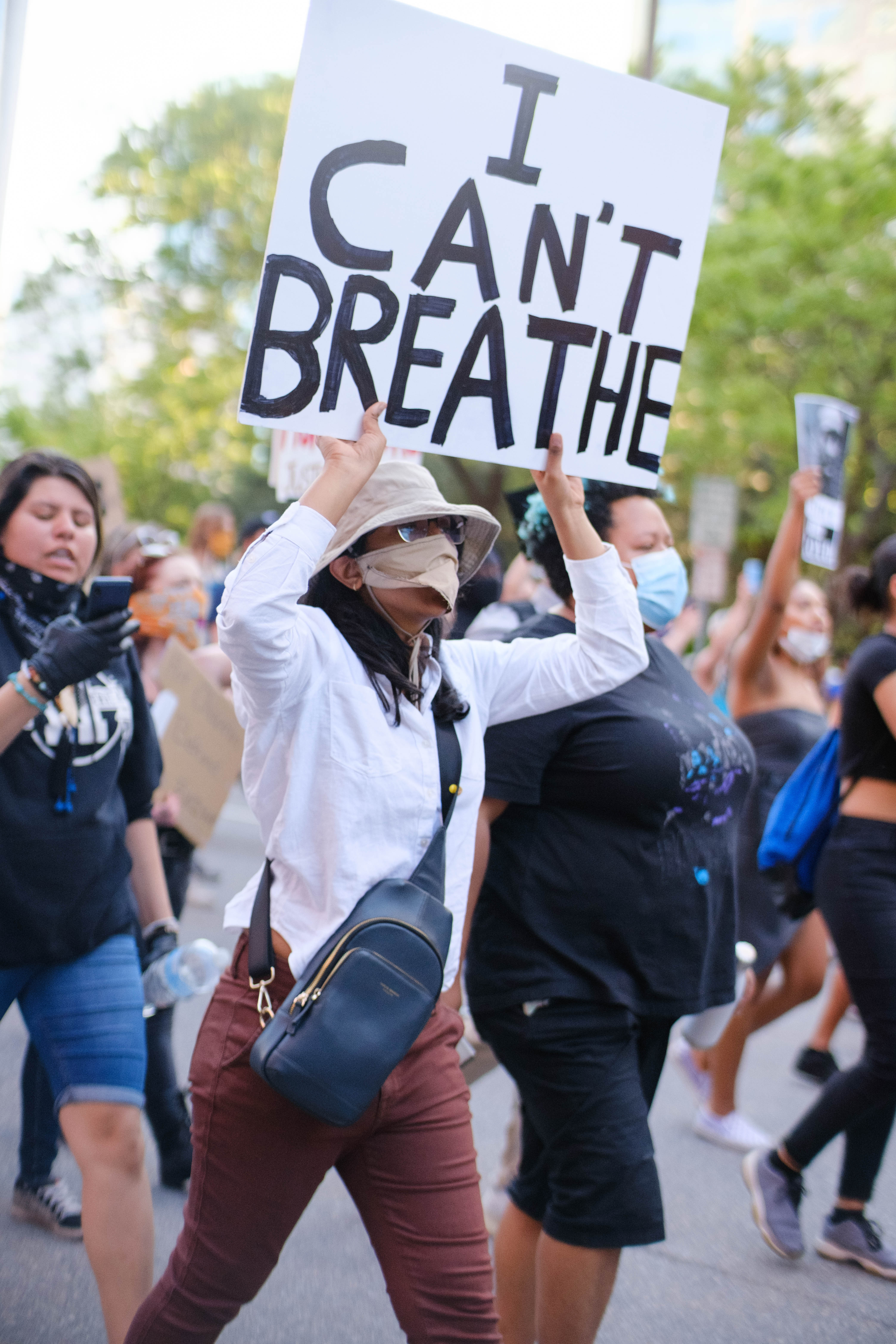
Un manifestante impugna un cartello con la scritta "I CAN'T BREATHE" ("non respiro") in riferimento alle ultime parole di Floyd

Il video dell'arresto di George Floyd venne inizialmente trasmesso con una diretta social e successivamente diffuso via Internet tra il 25 e il 26 maggio 2020, causando l'indignazione del sindaco di Minneapolis Jacob Frey, che richiese l'immediato licenziamento dei quattro poliziotti coinvolti nell'accaduto, oltre all'incriminazione degli stessi. L'evento fece scaturire le proteste, inizialmente pacifiche, della popolazione, afroamericana e no, di Minneapolis, poi degenerate in una rivolta violenta, che ha richiesto lo spostamento temporaneo di alcuni residenti nonché la mobilitazione di diversi agenti di polizia.

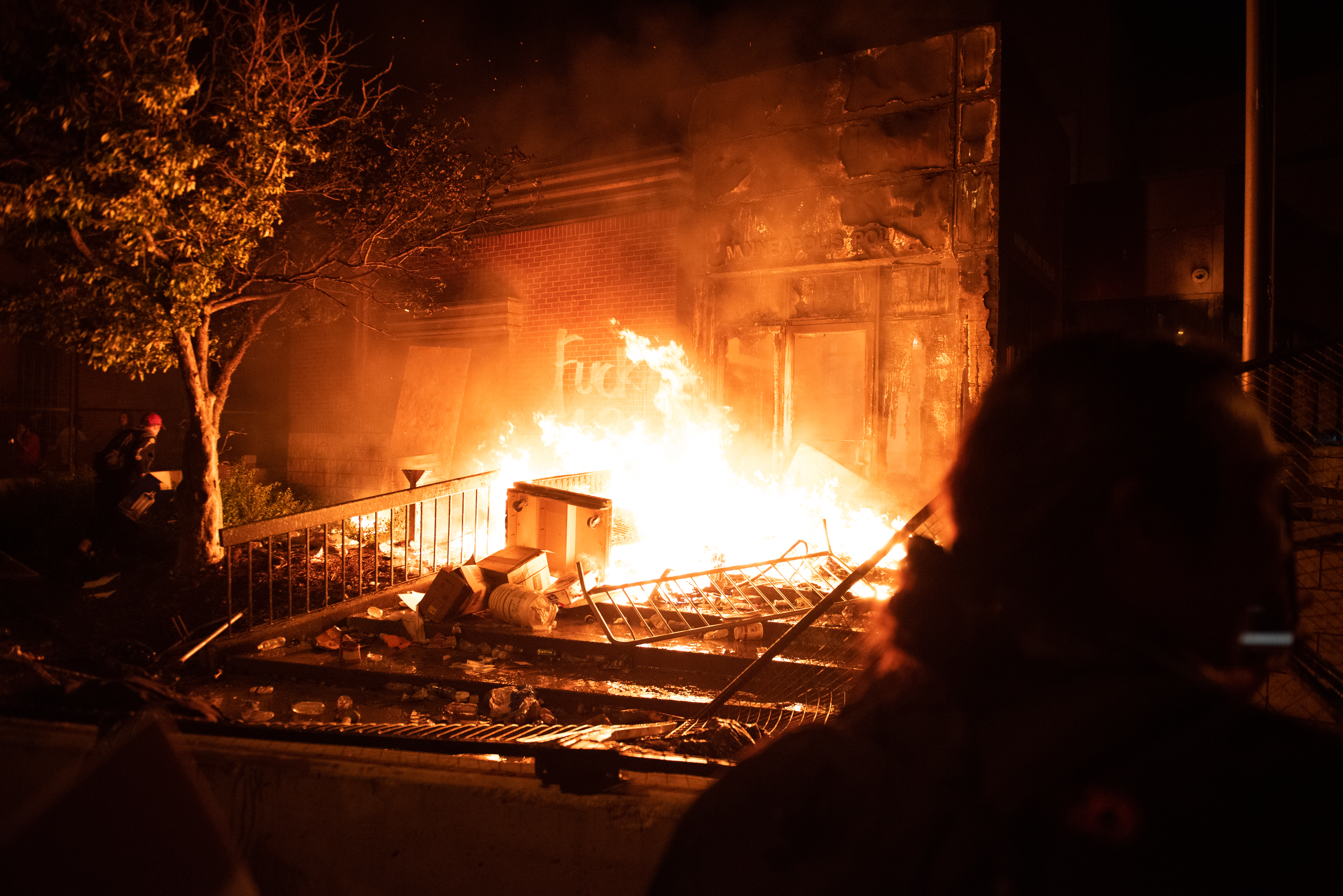
Le barricate del terzo distretto di polizia di Minneapolis in fiamme a seguito delle proteste per la morte di George Floyd

L'accaduto ha destato clamore anche al di fuori della metropoli stessa, e non solo entro i confini del Minnesota: la speaker della Camera Nancy Pelosi e il governatore del Minnesota Tim Walz hanno etichettato la morte di Floyd come un omicidio, mentre la vice-presidente del consiglio cittadino di Minneapolis Andrea Jenkins ha riconosciuto una discriminante razzista nell'evento, ricevendo sostegno dal capo di polizia Medaria Arradondo. Numerose testate giornalistiche, statunitensi e no, hanno denunciato l'abuso di potere commesso da Chauvin e i suoi colleghi.

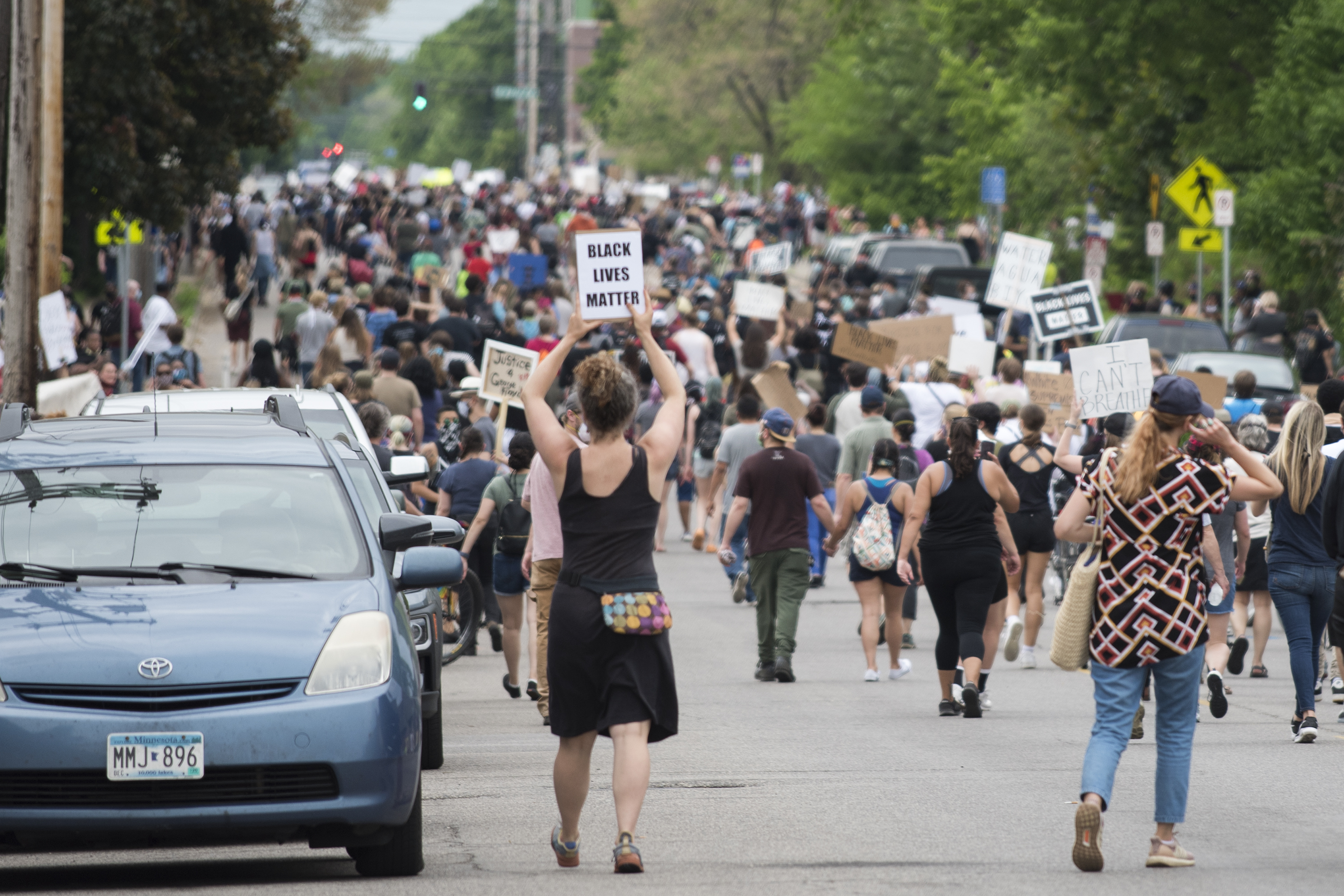
Proteste pacifiche in Ohio

Il 27 maggio 2020 una manifestazione tenutasi a Los Angeles, organizzata dal movimento Black Lives Matter, ha commemorato la morte di Floyd. La protesta violenta si è ben presto diffusa nelle città di New York, Detroit, Los Angeles, Atlanta, Portland, Richmond, Oakland e San Jose.
Il 28 maggio 2020, a causa della crescente brutalità delle proteste, il governatore Walz ha richiesto l'intervento della Guardia nazionale nella città di Minneapolis: il Presidente degli Stati Uniti Donald Trump ha perciò consentito la mobilitazione di 500 uomini all'interno della metropoli, al fine di sedare i disordini. Lo stesso giorno viene registrata la prima vittima della rivolta, uccisa da un colpo d'arma da fuoco in un negozio di pegni; la sede del terzo distretto della polizia di Minneapolis viene inoltre data alle fiamme dai rivoltosi.
Il 29 maggio 2020 i media segnalano che le autorità di Minneapolis hanno perso il controllo degli epicentri della rivolta, compreso il terzo distretto di polizia. Nel frattempo, Trump rende noto l'arrivo della Guardia nazionale a Minneapolis, criticando aspramente l'operato di Frey, accusandolo di mancanza di leadership.
Il 30 maggio 2020 le speculazioni sull'orientamento politico dei rivoltosi e saccheggiatori, tra chi sostiene che si tratti di suprematisti bianchi in incognito e chi di anarchici, coinvolgono anche il presidente Trump, che li addita come appartenenti ai movimenti anarchici di sinistra e ai gruppi antifa statunitensi. Nel frattempo, la Guardia nazionale comunica che il numero di uomini nel territorio aumenterà fino a 1 700 unità, mentre il maggior generale Jon Jensen afferma che a questo numero si sommeranno altri 2 000 uomini della Guardia, superando così il più alto numero di truppe della Guardia mai mobilitate nella storia del Minnesota.
Il 31 maggio 2020 la Guardia nazionale del Minnesota riferisce in mattinata che il numero di soldati nel territorio passerà da 4 800 a 10 800 unità. Nella serata viene segnalato un incidente sul ponte della Interstate 35, ancora occupato da un gruppo di oltre cinquemila manifestati, dopo che un'autocisterna ha deliberatamente tentato di attraversare lo stesso ponte.

## Indagini e sviluppi
Il sindaco Frey e la comandante Arradondo hanno sin da subito dichiarato l'illegalità della manovra d'arresto fisico adoperata da Chauvin, per quanto i poliziotti stessi avessero dichiarato che Floyd aveva opposto resistenza all'arresto. In breve tempo viene diffuso il filmato di una telecamera di sorveglianza, che evidenzia la mendacia delle dichiarazioni dei quattro agenti di polizia, poiché nelle immagini Floyd è invece collaborativo e non si oppone all'arresto. Dopo l'immediato licenziamento dei quattro poliziotti, Chauvin viene posto in stato d'arresto in seguito alle indagini compiute dalle autorità, con il coinvolgimento dell'FBI.
Il 30 maggio 2020 viene resa nota l'autopsia del coroner dell'Hennepin County Medical Center, secondo la quale sul cadavere di Floyd non risultano segni di asfissia o strangolamento fatali per lo stesso uomo: ciononostante, vengono messe in evidenza pregresse condizioni di salute alterate di Floyd, quali problemi di ipertensione cardiaca e disturbi alle arterie coronarie, verosimilmente aggravatisi dalla manovra adoperata da Chauvin al punto da risultare letali. L'intossicazione da fentanyl e il sovradosaggio di metanfetamina possono aver aumentato la probabilità di morte. La famiglia di Floyd ha immediatamente richiesto una seconda autopsia indipendente.
Il 30 maggio 2020 Chauvin viene accusato di omicidio di terzo grado, nonché di omicidio colposo di secondo grado. Lo stesso giorno trapela su più testate la notizia di un suo possibile tentativo di suicidio, ragion per cui l'ex poliziotto viene posto in cella di isolamento con videosorveglianza costante e controlli di persona ogni quindici minuti. Il 31 maggio Walz dichiara che intende affidare la gestione del caso, precedentemente assegnato all'avvocato della contea di Hennepin Mike Freeman, al procuratore generale del Minnesota Keith Ellison, il quale accetta l'incarico.
Il 1º giugno, al termine di un'autopsia condotta privatamente su volere della famiglia Floyd, con la sovrintendenza dei dottori Michael Baden (università del Michigan) e Allecia Wilson, viene determinata come causa di morte l'asfissia provocata dalla manovra di Chauvin, che ha ostruito il flusso sanguigno verso il cervello nella zona del collo. Il 4 giugno, anche gli ex poliziotti Thao, Lane e Kueng vengono incriminati, e consequenzialmente posti in stato di arresto, con l'accusa di omicidio di secondo grado, mentre l'accusa di omicidio di terzo grado a carico di Chauvin diviene di secondo. Viene quindi rivelato che Floyd, al momento della morte, risultava positivo al virus SARS-CoV-2, pur essendo asintomatico.

## Nei media
Il caso viene citato nel cortometraggio Due estranei, vincitore dell'Oscar al miglior cortometraggio nel 2021.
Nel romanzo Come si uccide una coccinella di Roberto Cimpanelli, l'autore descrive un fatto analogo come uno dei crimini compiuti da un personaggio del libro, richiamando la vicenda statunitense.
Il caso viene citato ed è protagonista di alcuni episodi della quarta stagione della serie Station 19 (episodi 4x11, 4x12, 4x13).